# Aspern
Aspern var indtil 1904 en selvstændig kommune og er i dag en bydel i Østrigs hovedstad Wien i 22. Bezirk (Donaustadt). Aspern er endvidere én af Wiens 89 Katastralgemeinden. En lille del af Aspern ligger i 2. Bezirk (Leopoldstadt).

## Geografi
Aspern ligger mellem Lobau, Stadlau, Breitenlee, Eßling og Hirschstetten. Katastralgemeinden dækker over et areal på 2.012 ha, hvoraf 24 ha ligger i Leopoldstadt.

## Historie
Den tidligere landsby er gået over i historien på grund af Slaget ved Aspern-Essling den 21. og 22. maj 1809, hvor Napoleon Bonaparte blev slået for første gang siden sin magtovertagelse af Karl von Österreich-Teschen. En løvestatue foran St. Martin Kirken på Aspener Heldenplatz erindrer siden 1858 om det berømte slag.
Aspern hører til et af de ældste bosætningsområder i Wien. Den første officielle omtale af landbyen findes fra 1258, hvor byen omtales som Asparn. Under tyrkernes belejringer (se Første tyrkiske belejring af Wien og Anden tyrkiske belejring af Wien) blev landsbyen stærkt beskadiget.
Kirkegården i Aspern blev anlagt i 1892. I 1904 blev det endnu landbrugsprægede Aspern en del af det nye 21. Bezirk Floridsdorf. I 1938 blev bydelen lagt under det nye 22. Bezirk Groß-Enzersdorf, der var en del af det af naziregimet skabte stor-Wien. Siden 1954 har Aspern sammen med syv andre kommuner været en del af Bezirk Donaustadt.
I 1912 blev flyvepladsen Flugfeld Aspern åbnet, der var centrum for Østrigs civile og militære luftfart indtil 2. verdenskrig. Efter krigen blev flyvepladsen anvendt af de russiske besættelsestropper og i 1977 blev flyvepladsen lukket. Flyvepladsen indgår nu i planerne for anlæggelse af en helt ny bydel i Aspern.
U-bane linje  U2  forlænges fra den nuværende endestation ved Ernst Happel Stadion til Aspern, så det nye byområde på den gamle flyveplads betjenes med højklasset kollektiv transport. Forlængelsen forventes åbnet i 2010.
Sporvognslinje 25 (nu linje  26 ) blev i 1995 forlænget til Aspern, hvorved bydelen blev bedre trafikbetjent. Sporvognslinjen har endestation ved kirkegården.
48°13′N 16°29′Ø / 48.217°N 16.483°Ø